# تشرتش وودز
تشرتش وودز، بليان (بالإنجليزية: Church Woods, Blean) هي منطقة غابات تقع في بليان، شمال غرب كانتربيري في مقاطعة كنت بإنجلترا. وتُصنّف كموقع ذي أهمية علمية خاصة (SSSI) نظرًا لقيمتها البيئية العالية.

## الأهمية البيئية
تمثل تشرتش وودز مثالًا مهمًا على الغابات العريضة الأوراق شبه الطبيعية التي تغطي التربة الثقيلة في جنوب شرق إنجلترا. تتميز المنطقة بتنوع نباتي كبير يشمل أنواعًا من الأشجار مثل البلوط والزان، إضافة إلى أنواع نباتية أرضية مزدهرة في مواسم الربيع.
كما تدعم المنطقة عددًا من الأنواع الحيوانية النادرة، من بينها طائر نقار الخشب الأخضر، والحشرات المتخصصة في البيئة الغابية، وبعض الأنواع النادرة من الفطريات.

## الإدارة
يُدار الموقع من قبل هيئة Natural England، ويتم صيانته من خلال خطط إدارة بيئية تهدف للحفاظ على تنوع الأنواع والموائل الطبيعية في المنطقة.

## إمكانية الوصول
المنطقة مفتوحة جزئيًا للعامة، وتوجد مسارات للمشي تتيح للزوار استكشاف الطبيعة، مع الإبقاء على بعض المناطق مغلقة لحماية الموائل الهشة.